# Espiga Pinto

Sem título, 1971, acrílico sobre tela, diâmetro 120 cm

José Manuel Espiga Pinto (Vila Viçosa, 1940 — 1 de outubro de 2014) foi um artista plástico português. 
Pertence à terceira geração de artistas modernistas portugueses. Repartiu a sua atividade por diversas áreas, da pintura e desenho à escultura, medalhística, etc.

## Biografia / Obra
Frequentou a Escola Superior de Belas-Artes de Lisboa. Recebeu uma Bolsa de Especialização em Pintura da Fundação Calouste Gulbenkian que lhe permitiu viajar pela Europa entre 1973 e 1974 (os seus itinerários por cidades como Paris, Munique ou Estocolmo ficaram amplamente documentados nos relatórios então enviados ao Serviço de Belas-Artes dessa Fundação).   
Expôs individualmente pela primeira vez em 1958 (Galeria Pórtico), tendo realizado múltiplas mostras individuais desde essa data. Participou em diversas exposições coletivas, entre as quais: II Exposição de Artes Plásticas da Fundação Calouste Gulbenkian, 1961; Arte Portuguesa Contemporânea, Brasília, São Paulo, Rio de Janeiro, 1976; etc. Foi professor na Escola Industrial e Comercial de Estremoz e, de 1979 a 1987, no IADE (Instituto de Artes Visuais, Design e Marketing, Lisboa). Foi autor de um grande painel para o edifício-sede da Fundação Calouste Gulbenkian e do cenário para o ballet Dulcineia (F. Calouste Gulbenkian, 1971). Está representado no Museu do Chiado, no Centro de Arte Moderna José de Azeredo Perdigão, e noutras coleções, públicas e privadas. 